# 2018年平昌オリンピックのスキージャンプ競技
2018年平昌オリンピックのスキージャンプ競技（2018ねんピョンチャンオリンピックのスキージャンプきょうぎ）は2月8日から19日までの競技日程で開催された。

## 競技日程
競技時間は韓国標準時。全競技ナイターで実施。
| 日時    | 時間  | 種目                 | ラウンド |
| ------- | ----- | -------------------- | -------- |
| 2月8日  | 21:30 | 男子ノーマルヒル個人 | 予選     |
| 2月10日 | 21:35 | 男子ノーマルヒル個人 | 決勝     |
| 2月12日 | 21:50 | 女子ノーマルヒル個人 | 決勝     |
| 2月16日 | 21:30 | 男子ラージヒル個人   | 予選     |
| 2月17日 | 21:30 | 男子ラージヒル個人   | 決勝     |
| 2月19日 | 21:30 | 男子ラージヒル団体   | 決勝     |

## 出場資格
スキージャンプ競技の出場資格は以下の通り。
- 出場枠は男子65人、女子35人
- 国・地域ごとの最大出場枠は男子5人、女子4人
- 各種目単位の最大出場枠は4人（個人、団体とも）
- 2016年7月1日から2018年1月21日までに行われたワールドカップ、サマーグランプリ、コンチネンタルカップでポイントを得た選手に出場資格がある。
  - 上記の大会でポイントを得ていない選手は出場できない（男子団体については上記の大会でポイントを得た選手が4人に満たない場合は開催国でも出場できない。）。
- 開催国はすべての種目で出場枠が与えられる。個人種目は最低1人、男子団体は出場資格のある選手が4人いる場合に限り出場できる。
- 国・地域ごとの出場枠は2016/17および2017/18シーズンのワールドカップの順位及びコンチネンタルカップの順位で決定する。上位から順に男子60人、女子35人まで出場枠を割り当てる。国・地域ごとの最大出場枠に達した場合はその時点で出場枠に追加されない。
- 残りの男子5人は、団体種目のために上位12の国・地域が4人に達するまで割り当てたうえで、前出の方式で65人に達するまで割り当てる。

出典: 

### 出場枠
| 国・地域             | 男子 | 女子 | 合計 | 男子団体 |
| -------------------- | ---- | ---- | ---- | -------- |
| ドイツ (GER)         | 5    | 4    | 9    | ○        |
| 日本 (JPN)           | 5    | 4    | 9    | ○        |
| スロベニア (SLO)     | 5    | 4    | 9    | ○        |
| オーストリア (AUT)   | 5    | 3    | 8    | ○        |
| ロシア (RUS)         | 4    | 4    | 8    | ○        |
| イタリア (ITA)       | 4    | 4    | 8    | ○        |
| ノルウェー (NOR)     | 5    | 2    | 7    | ○        |
| アメリカ合衆国 (USA) | 4    | 3    | 7    | ○        |
| フィンランド (FIN)   | 5    | 1    | 6    | ○        |
| チェコ (CZE)         | 5    | 0    | 5    | ○        |
| ポーランド (POL)     | 5    | 0    | 5    | ○        |
| フランス (FRA)       | 2    | 2    | 4    |          |
| エストニア (EST)     | 3    | 0    | 3    |          |
| 韓国 (KOR)           | 2    | 1    | 3    |          |
| スイス (SUI)         | 2    | 0    | 2    |          |
| カナダ (CAN)         | 1    | 1    | 2    |          |
| ブルガリア (BUL)     | 1    | 0    | 1    |          |
| 中国 (CHN)           | 0    | 1    | 1    |          |
| カザフスタン (KAZ)   | 1    | 0    | 1    |          |
| ルーマニア (ROU)     | 0    | 1    | 1    |          |
| トルコ (TUR)         | 1    | 0    | 1    |          |
| 合計                 | 65   | 35   | 100  |          |

1. ↑  出場枠は5人であったがエントリーは4人
2. ↑  出場枠は1人であったがロシア・スイスの辞退で2人増
3. ↑  出場枠は1人であったがロシア・スイスの辞退で1人増
4. ↑  出場枠は4人であったがエントリーは2人、男子団体の出場権もあったが辞退

## 競技結果

### 国別メダル獲得数
| 順 | 国・地域         | 金 | 銀 | 銅 | 計 |
| -- | ---------------- | -- | -- | -- | -- |
| 1  | ノルウェー (NOR) | 2  | 1  | 2  | 5  |
| 2  | ドイツ (GER)     | 1  | 3  | 0  | 4  |
| 3  | ポーランド (POL) | 1  | 0  | 1  | 2  |
| 4  | 日本 (JPN)       | 0  | 0  | 1  | 1  |
|    | 合計             | 4  | 4  | 4  | 12 |

### 種目
| 種目                 | 金 | 金     | 銀 | 銀     | 銅                                                                                     | 銅     |
| -------------------- | --- | ------ | --- | ------ | -------------------------------------------------------------------------------------- | ------ |
| 男子個人ノーマルヒル | アンドレアス・ウェリンガー ドイツ (GER)                                                                                      | 259.1  | ヨハン・アンドレ・フォルファン ノルウェー (NOR)                                                        | 250.9  | ロベルト・ヨハンソン ノルウェー (NOR)                                                  | 249.7  |
| 男子個人ラージヒル   | カミル・ストッフ ポーランド (POL)                                                                                            | 285.7  | アンドレアス・ウェリンガー ドイツ (GER)                                                                | 282.3  | ロベルト・ヨハンソン ノルウェー (NOR)                                                  | 275.3  |
| 男子団体ラージヒル   | ノルウェー (NOR) ダニエル＝アンドレ・タンデ アンドレアス・スティエルネン ヨハン・アンドレ・フォルファン ロベルト・ヨハンソン | 1098.5 | ドイツ (GER) カール・ガイガー シュテファン・ライエ リヒャルト・フライターク アンドレアス・ウェリンガー | 1075.7 | ポーランド (POL) マチェイ・コット ステファン・フラ ダヴィド・クバツキ カミル・ストッフ | 1072.4 |
| 女子ノーマルヒル     | マーレン・ルンビ ノルウェー (NOR)                                                                                            | 264.6  | カタリナ・アルトハウス ドイツ (GER)                                                                    | 252.6  | 高梨沙羅 日本 (JPN)                                                                    | 243.8  |

### 日本代表選手の成績
メダル以外の成績を示す。
| 順位 | 氏名       | 記録  |
| ---- | ---------- | ----- |
| 7    | 小林陵侑   | 240.8 |
| 20   | 伊東大貴   | 214.7 |
| 21   | 葛西紀明   | 213.3 |
| 31   | 小林潤志郎 | 98.8  |

| 順位 | 氏名       | 記録  |
| ---- | ---------- | ----- |
| 10   | 小林陵侑   | 258.0 |
| 22   | 竹内択     | 234.2 |
| 24   | 小林潤志郎 | 224.8 |
| 33   | 葛西紀明   | 107.9 |

| 順位 | 氏名                              | 記録  |
| ---- | --------------------------------- | ----- |
| 6    | 竹内択 伊東大貴 葛西紀明 小林陵侑 | 940.5 |

| 順位 | 氏名     | 記録  |
| ---- | -------- | ----- |
| 9    | 伊藤有希 | 203.9 |
| 12   | 岩渕香里 | 188.3 |
| 17   | 勢藤優花 | 172.0 |

## その他
テストジャンパーは通常開催国の選手が務めるが、平昌オリンピックのテストジャンパーは27名が日本より派遣され、大会役員として競技運営を担った。

テストジャンパーは競技前もしくは競技中のジャンプ台の状況を確認するために飛躍を行うジャンパーで、審判団はこの飛躍の結果などを合わせてにスタート位置を変更したり競技続行の可否を判断する。フォージャンパーあるいはトライアルジャンパーとも称する。

| - 勢藤理桜（下川商業高校） - 鴨田鮎華（下川商業高校） - 御家瀬恋（下川商業高校） - 五十嵐彩佳（下川商業高校） - 瀬川芙美佳（下川商業高校） - 松橋亜希（東海大学札幌スキークラブ） - 二階堂蓮（下川商業高校） - 山川太朗（東海大学） - 岩佐勇研（札幌日大高校） | - 栗田力樹（明治大学） - 西森海翔（下川商業高校） - 日下瑠基（下川商業高校） - 工藤漱太（下川商業高校） - 大井駿（札幌日大高校） - 小林龍尚（盛岡中央高校） - 斉藤祐輝（東海大学付属札幌高校） - 木下雄登（東海大学） - 内藤智文（古河市スキー協会） | - 山根和治（札幌日大高校） - 楢木遊太（札幌日大高校） - 永峯寿樹（明治大学） - 中村優斗（明治大学） - 三ヶ田泰良（明治大学） - 村本直樹（明治大学） - 渡部大輝（明治大学） - 山田和也（東洋大学） - 佐藤友星（下川商業高校） |